# Loew N. Vilmos
Loew N. Vilmos (magyarul: Lőw; angolul William N. Loew; Pápa, 1847. augusztus 12. − New York, 1922. október 17.) magyar származású amerikai ügyvéd, újságíró, műfordító.

## Életpályája
Lőw Lipót rabbi és Schwab Leontin fia, féltestvér öccse Lőw Immánuel rabbi. Rendkívüli művelt családból származott, de Vilmos nem szeretett tanulni, iskoláit abbahagyva munkásfiú lett. 19 éves korában, 1866-ban kivándorolt az USA-ba, ott éppen véget ért a polgárháború, s ott is fizikai munkával kereste kenyerét, de hamarosan talált egy esti tanfolyamot és ügyvédi képesítést szerzett, a továbbiakban, mint ügyvéd élte le az életét.
Ügyvédi ténykedése mellett elindította a Magyar Amerika című újságot Mogyoróssy Árkád szerkesztőtársával New Yorkban, a lap a megrendítő 1879-es szegedi árvíz hatására keletkezett, az emigráns magyarok maguk közt, a németek közt és az amerikaiaktól is adományokat gyűjtöttek Szeged megsegítésére. Az újságot magyar és angol nyelven írták, de végül kellő számú előfizető híján a 2. szám után megszűnt.
Ami fontosabb Loew N. Vilmos életében, az nem az újságírás, hanem az, hogy szorgalmasan és lelkiismeretesen kezdte fordítani magyar nyelvről angol nyelvre a 19. századi magyar költők verseit, elbeszélő költeményeit, drámai költeményeit vagy balladáit. Fordította Arany János, Eötvös József, Kisfaludy Károly, Kölcsey Ferenc, Madách Imre, Petőfi Sándor, Tompa Mihály, Vörösmarty Mihály és még sok más 19. századi költő munkáit.
Szentkirályi József irodalomtörténész megszámolta Loew N. Vilmos fordításait: 110 magyar költőnek összesen 473 versét fordította magyarról angol nyelvre, köztük Petőfi János vitéz c. elbeszélő költeményét, Az apostolt, a Bolond Istókot, Aranytól a Toldit, a Toldi estéjét, Madáchtól Az ember tragédiája c. drámai költeményt. 1881-ben fordította le Kölcsey Ferenc Himnusz című költeményét angol nyelvre. Loew N. Vilmos fordításainak minősége is tiszteletre méltó, Szentkirályi a két legkiválóbb angol magyar fordító, Sir John Bowring és Watson Kirkconnell közt jelölte ki helyét.
Loew N. Vilmos fordításait saját ügyvédi keresetéből adta közre, ezzel magyar kultúrmissziót töltött be az amerikaiak és a magyar származású amerikaiak körében, nem szabad azt elfelejtenünk, hogy a Habsburg Birodalomból folyamatosan kivándorló magyarok gyermekei, de még több okkal unokái már „amerikanizálódtak”, csak angol nyelven beszéltek. A szülőföld iránti szeretetet akarta ébren tartani Loew N. Vilmos a magyar versek fordításaival, benne a szülőföld iránti szeretet egy percre sem hunyt ki, pedig 1908-ban már több mint negyven éve élt New Yorkban. Erről maga tesz vallomást 1908-as műfordítás-antológiájának előszavában.
Loew N. Vilmos műfordítói munkásságát magyar gyökerei magyarázzák, a magyarok közt élő zsidóság a magyar kultúrához, a magyar nemzethez kötődött. Nem véletlen, hogy Vilmos apjának, Lőw Lipótnak a halálát (1875) Kossuth Lajos és Tisza Kálmán is a nemzet gyászának tekintette. Később 1911-ben, Szegeden, Lőw Lipót születésének centenáriumán Beöthy Zsolt, a híres református professzor is beszédet mondott, melyben emlékeztette az ünneplő közönséget arra, hogy az ő gyermekkorában apja Lőw Lipót beszédeit adta kezébe, hogy abból tanuljon hazafiasságot. Apja születésének 100 éves évfordulója alkalmából kivételesen Loew N. Vilmos is írt egy verset, egyébként ő nem volt költő.
Kortársai érdekes és szeretetreméltó embernek tartották Loew N. Vilmost, nem gondolta ő, hogy jeles műfordító, hogy őt nem lehet kritizálni. Sokan írtak róla meleg hangú cikkeket, Pásztor Árpád, Incze Sándor, Lengyel Menyhért, stb. Vilmos edzett ember volt, téli hidegben is fürdött, úszkált a szabadban. Mulatozásait is a magyar virtus jellemezte, nem gyakran, de nagy mulatásokat rendezett. Egyik leánya, Rosalie, aki szintén az ügyvédi pályára lépett, apja mulatozásainak másnapján végigjárta a szokásos helyeket, s kiegyenlítette a számlát.

## Kötetei
Fordításaiból antológiákat szerkesztett, melyeket a következő címeken adott közre:
- Gems from Petőfi and other Hungarian poets. (1881);[3]
- Magyar Songs (1887);
- Magyar Poetry (1899)
- Magyar Poetry: Selections from Hungarian Poets. New York; Amerikai Népszava, 1908 October[2]
- Alexander Petőfi: The apostle. Childe John. Simple Steve. "Cypress leaves from the grave of dear Ethel." (1912)